# Модель Фулмера
Модель Фулмера (англ. Fulmer's model, H-factor, H-score) — модель прогнозирования банкротства, опубликованная американским экономистом Джоном Фулмером в 1984 году.

## История
Американский экономист Джон Фулмер в 1984 году опубликовал свою работу, в которой представил модель классификации банкротства на основании обработки данных 60 предприятий: 30 потерпевших крах и 30 нормально работающих – со средним годовым оборотом в $455 000. Точность прогнозов, сделанных с помощью данной модели на год вперёд — 98 %, на два года — 81 %. Первоначальный вариант модели содержал 40 финансовых коэффициентов, окончательный использует лишь 9.

## Расчёт модели
Согласно модели Фулмера, предприятие классифицируется банкротным, если интегральная оценка (H) ниже нуля, и классифицируется не банкротным, если интегральная оценка выше нуля:
{\displaystyle H=5,528X1+0,212X2+0,073X3+1,270X4-0,120X5+2,335X6+0,575X7+1,083X8+0,894X9-6,075},
где:
{\displaystyle H} — интегральная оценка;
{\displaystyle X1} — Нераспределенная прибыль прошлых лет/ Баланс = стр. 1370 / стр. 1600 = Average retained earning / Average total assets;
{\displaystyle X2} — Выручка от реализации / Баланс = стр. 2110 / стр. 1600 = Revenues/Average total assets;
{\displaystyle X3} — Прибыль до уплаты налогов / Собственный капитал = стр. 2300 / стр. 1300 = EBIT/Total equity (market cap + preferred stock equity + noncontrolling interests);
{\displaystyle X4} — Денежный поток / Долгосрочные и краткосрочные обязательства = стр. 2400 / (стр. 1400 + стр. 1500) = Cash flow / Average total debt;
{\displaystyle X5} — Долгосрочные обязательства/ Баланс= стр. 1400 / стр. 1600 = Average debt / Average total assets;
{\displaystyle X6} — Краткосрочные обязательства / Совокупные активы = стр. 1500 / стр. 1600 = Current liabilities / Average total assets;
{\displaystyle X7} — log (материальные активы) = log10(стр. 1600 – стр. 1110 – стр. 1180 – стр. 1220 –  стр. 1230) = Log (tangible total assets);
{\displaystyle X8} — Оборотный капитал / Долгосрочные и краткосрочные обязательства = (стр. 1200 – стр. 1500) / (стр. 1400 + стр. 1500) = Average working capital / Average total debt;
{\displaystyle X9} — log (прибыль до налогообложения + проценты к уплате/выплаченные проценты) = log10 ((стр. 2300 + стр. 2330) / стр. 2330) = Log (EBIT/Interest).

## Критика
Модель Фулмера использует большое количество показателей, а значит демонстрирует больше стабильности, чем другие методики. Кроме того, модель учитывает размер фирмы, что  справедливо для любой страны.
Модель Фулмера используется для выявления рисков хозяйственной деятельности предприятия при разработке собственных стратегических планов, а также для оценки кредитоспособности потенциальных заёмщиков и выявления рисков неплатежеспособности.